# Bauger Fútbol Club
El Bauger Fútbol Club fou un club dominicà de futbol de la ciutat de Santo Domingo.
Va ser fundat el 1986 per Jorge Rolando Bauger com a Escuela Bauger, canviant a Bauger FC el 2010. A final de la temporada 2017 desaparegué.

## Futbolistes destacats
- Jorge Luis Clavelo (2016-2017)
- Darly Batista (2012-13)
- Jonathan Faña (2015)
- Gonzalo Frechilla (2009)
- César García (2015)
- Ernesto Jiménez (2009)
- Bony Pierre (2015-2017)